# ملفين بيري
ملفين بيري (بالإنجليزية: Melvin Perry)‏ هو سياسي كندي، ولد في 23 أغسطس 1925، وتوفي في 25 يناير 2002. حزبياً، نشط في الحزب الليبرالي الكندي. وقد انتخب عضو مجلس الشيوخ الكندي.